# مایک
مایک ممکن است به یکی از موارد زیر اشاره داشته باشد:
- مایک شینودا
- مایک تایسون
- مایک والاس
- مایک پنس، سیاست‌مدار و وکیل آمریکایی
- مایک پومپئو، سیاست‌مدار و وکیل آمریکایی